# Traceuszczyna
Traceuszczyna (biał. Трацэўшчына; ros. Трацевщина, Tracewszczina) – wieś na Białorusi, w obwodzie witebskim, w rejonie dokszyckim, w sielsowiecie Biarozki. W 2009 roku liczyła 11 mieszkańców.